# Саксан (платформа ЮУЖД)
Саксан — остановочный пункт Южно-Уральской железной дороги Троицкого направления возле одноимённого посёлка. Находится на расстоянии 33 километрах от города Челябинска, областного центра Челябинской области.
Из Челябинска можно добраться электропоездом 1 раз в сутки. Для высадки и посадки пассажиров устроена бетонная платформа длинной в 2 пассажирских вагона.
На территории остановочного пункта отсутствует путевое развитие. Остановка электропоезда длится не более 2-х минут. Ближайшие железнодорожные станции —Дубровка-Челябинская (севернее) и Еманжелинск (южнее).
Остановочный пункт входит в состав и обслуживается Челябинской дистанцией пути (ПЧ-7) Челябинского отдела инфраструктуры Южно-Уральской железной дороги ОАО «РЖД»
Участок пути 2-х путный, что позволяет пропускать поезда в противоположных направлениях.

### История
В 1933—1934 годах строится и вводится в эксплуатацию линия Челябинск — Еманжелинск.